# Franz Schlegelberger
Franz Schlegelberger  (23 de outubro de 1876 – 14 de dezembro de 1970) foi secretário-de-estado no Ministério da Justiça do Reich e ministro da Justiça durante o Terceiro Reich. Foi o réu  com a hierarquia mais alta no Julgamento dos Juízes em Nuremberga.

## Primeiros anos
Schlegelberger nasceu no seio de uma família protestante e comerciante em Königsberg. Formou-se na Universidade de of Königsberg – ou, de acordo com documentos do seu julgamento, na Universidade de Leipzig — em 1899, com o grau de Doutor em Leis. Em 1901, Schlegelberger passou no exame de lei estatal tornando-se Assessor de tribunal no tribunal local de Königsberg. Em 1904, passou a juiz do Tribunal Estatal de Lyck (actual Ełk). No início de Maio de 1908, foi para o Tribunal Estatal de Berlim e, no mesmo ano, foi nomeado assistente no Tribunal de Apelação de Berlim (Kammergericht). Em 1914, é escolhido para o Conselho Kammergericht (Kammergerichtsrat) de Berlim, onde permaneceu até 1918.
A 1 de abril de 1918, Schlegelberger entrou para o Gabinete de Justiça do Reich. No mesmo ano, a 1 de Outubro, foi nomeado para o Conselho Executivo e Tribunal Secreto do Governo. Em 1927, passa a Director Ministerial do Ministério da Justiça do Reich. Schlegelberger leccionava na faculdade de Leis da Universidade de Berlim como professor honorário desde 1922. A 10 de Outubro de 1931, Schlegelberger foi escolhido para secretário-de-estado do Ministério da Justiça sob as ordens do ministro Franz Gürtner, até à morte deste em 1941. Em 30 de Janeiro de 1938, Schlegelberger entrou para o Partido Nazi (NSDAP) por ordem de Adolf Hitler.

## Partido Nazi

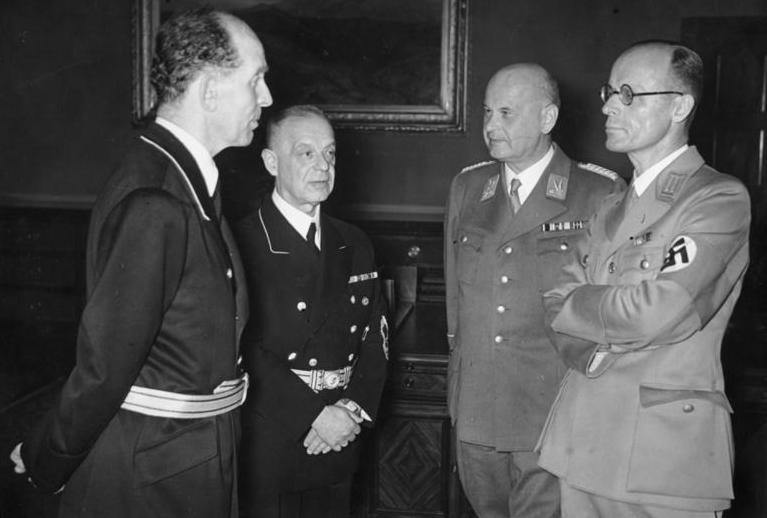
Reunião com quatro dos nazis responsáveis por terem permitido que o sistema legal se apoderasse da ideologia nazi. Franz Schlegelberger é o segundo a contar da esquerda. No extremo esquerdo da imagem pode ver-se Roland Freisler. Otto Thierack é o segundo da direita, e Curt Rothenberger é o que está mais à direita.

Entre os muitos trabalhos de Schlegelberger neste período, foi a introdução de uma nova moeda nacional a qual, supostamente, acabaria com a hiperinflação a qual o reichsmark era propenso. Depois da morte de Franz Gürtner em 1941, Schlegelberger tornou-se o ministro da Justiça provisório entre 1941 e 1942, seguido de Otto Thierack. Durante este tempo naquela pasta, o número de condenações à morte aumentou significativamente. Ele foi o autor de projectos-lei como a chamada Provisão da Lei Penal da Polónia (Polenstrafrechtsverordnung) segundo a qual os polacos eram executados por destruriem cartazes alemães. A atitude de Schlegelberger nas suas funçõespoder ser entendida através de uma carta ao Ministro do Reich e Chefe da Chancelaria do Reich, Hans Heinrich Lammers:
| “ | “Ex.mo Sr. Ministro do Reich Dr. Lammers! “Segundo a ordem do Führer de 24 de Outubro de 1941 que me foi enviada pelo Sr. Ministro de Estado e Chefe da Chancelaria Presidencial do Chanceler do Führer e do Reich, entreguei o judeu Markus Luftglass, condenado a dois anos e meio de prisão pelo Tribunal Especial de Katowice, à Gestapo para execução. Heil Hitler! O su mui-obediente Schlegelberger” | ” |

Contudo, numa carta a Hans Heinrich Lammers datada de 5 de Abril de 1942, Schlegelberger propôs que alguns meio-judeus fossem "poupados" e lhes fosse dado a escolher entre "evacuação" ou esterilização:
As medidas para a solução final da questão judaica deve ser apenas aplicadas a judeus puros e descendentes de casamentos mistos do primeiro grau, e não se aplicam a descendentes de casamentos mistos do segundo grau.
Em relação ao tratamento dos descendentes dos judeus dos casamentos mistos do primeiro grau, concordo com o conceito do ministro do Interior do Reich o qual ele expressou na sua carta de 16 de Fevereiro de 1942, no sentido de que a prevenção da propagação desses descendentes de casamentos mistos deva ser preferida para serem reunidos com os judeus e evacuados. Segue-se que a evacuação daqueles meio-judeus que já não são capazes de propagação é limitada desde o início. Não há interesse nacional em dissolver o casamento entre esses meio-judeus e um alemães de sangue puro.

A esses meio-judeus capazes de propagação deve ser dada a escolha de serem esterilizados ou serem evacuados da mesma maneira que os judeus.
Quando terminou as suas funções a 24 de Agosto de 1942, Hitler deu a Schlegelberger um montante de 100 000 reichmark; em 1944, Hitler autorizou-o a comparar uma propriedade com esse dinheiro, algo que apenas os especialistas em agricultura podiam fazer de acordo com as regras em vigor naquele tempo. Este facto acabaria por ter um peso negativo contra ele durante os julgamentos em Nuremberga, pois isso mostrava que Hitler tinha Schlegelberger em alta estima.

## Pós-guerra
No Julgamento dos Juízes em Nuremberga, Schlegelberger wfoi um dos principais acusados. Foi condenado a prisão perpétua por conspiração para perpetrar crimes de guerra e crimes contra a humanidade.
Nas razões dada para a sentença, pode ler-se:
‘... que Schlegelberger apoiou as pretensões de Hitler na sua ascensão ao poder para lidar com a vida e a morte, desconsiderando mesmo o pretexto do processo judicial. Pelas suas exortações e directrizes, Schlegelberger contribuiu para a destruição da independência judicial. É a sua assinatura [que se encontra] no decreto de 7 de Fevereiro de 1942 que impõe junto do Ministério da Justiça e dos tribunais o fardo da acusação, julgamento e disposição das vítimas do Nacht und Nebel de Hitler. Por isto, ele deve ser condenado por responsabilidade principal.

‘Ele era culpado de instituir e apoiar os procedimentos de toda a perseguição dos judeus e dos polacos. Em relação aos judeus, as suas ideias eram menos brutais do que as dos seus associados, mas elas mal podem ser consideradas como humanas. Quando a "solução final da questão judaica" estava em discussão, a questão surgiu em relação à disposição dos meio-judeus. A deportação de judeus puros para o Leste encontrava-se a ser totalmente operada em toda a Alemanha. Schlegelberger não estava disposto a alargar o sistema aos meio-judeus.’Original {{{{{língua}}}}}: Nuremberg, UMKC.

No final dos julgamentos de 1945-1947, Schlegelberger foi condenado a prisão perpétua em 1947, embora, em 1950, Schlegelberger tenha sido libertado por incapacidade. Nos anos seguintes, passou a receber uma pensão de 2894 de marcos (em comparação, a pensão média na Alemanha naquela altura era de 535 marcos). Schlegelberger viveu em Flensburg até à sua morte em 14 de Dezembro de 1970.